# Thunberga nossibeensis
Espèce
Synonymes
- Olios nossibeensis Strand, 1907
- Rhitymna hildebrandti Järvi, 1912

Thunberga nossibeensis est une espèce d'araignées aranéomorphes de la famille des Sparassidae.

## Distribution
Cette espèce est endémique de Madagascar.

## Description
La femelle holotype mesure 24 mm.

## Systématique et taxinomie
Cette espèce a été décrite sous le protonyme Olios nossibeensis par Strand en 1907. Elle est placée dans le genre Thunberga par Jäger en 2020 qui dans le même temps place Rhitymna hildebrandti en synonymie.

## Étymologie
Son nom d'espèce, composé de nossibe et du suffixe latin -ensis, « qui vit dans, qui habite », lui a été donné en référence au lieu de sa découverte, l'île de Nosy Be.

## Publication originale
- Strand, 1907 : Vorläufige Diagnosen afrikanischer und südamerikanischer Spinnen. Zoologischer Anzeiger, vol. 31, p. 525-558 (texte intégral).